# Rizoma

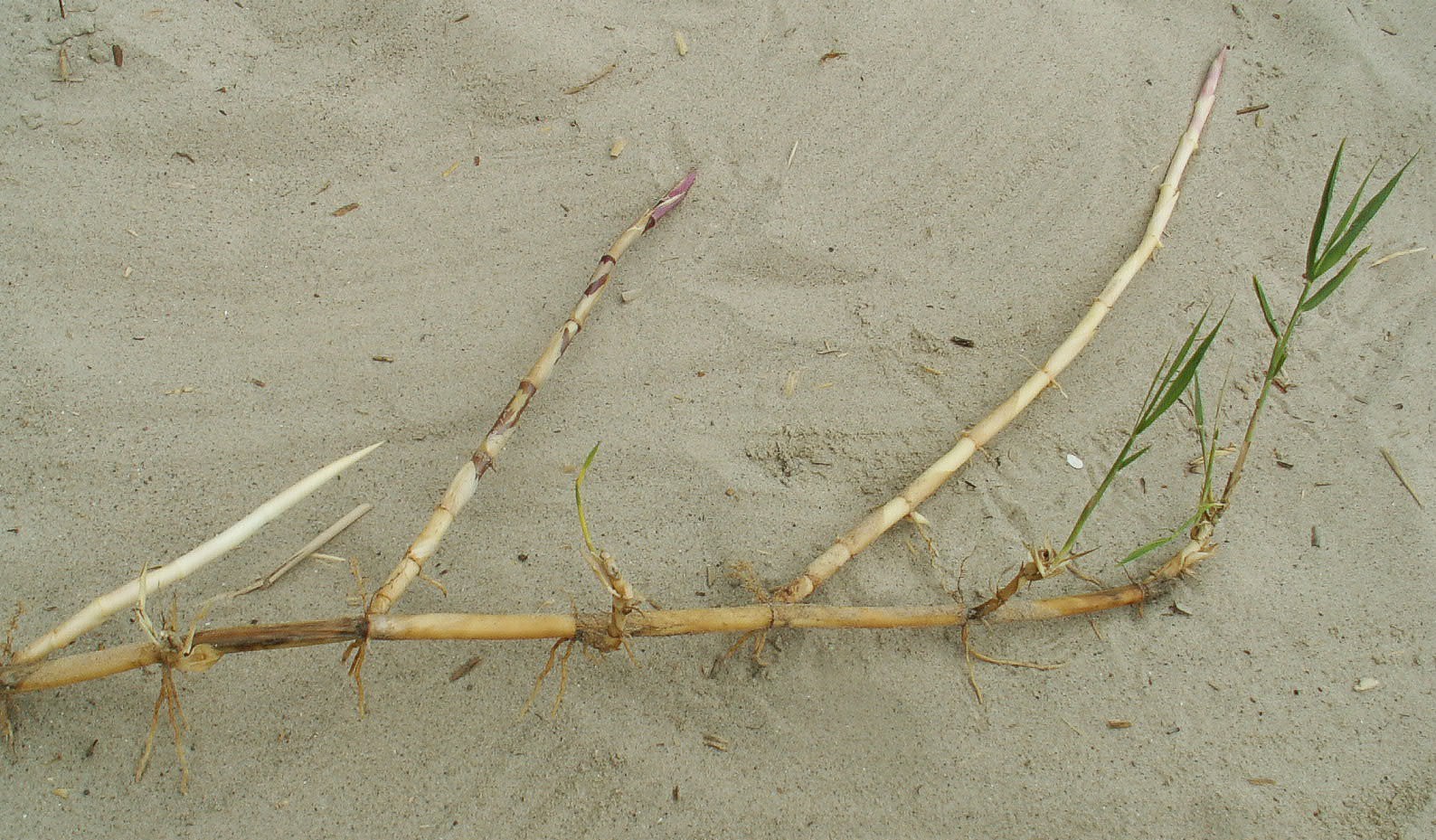
Rizoma aéreo de Phragmites australis, comum em praias.

Em botânica, chama-se rizoma ou soca a um tipo de caule, geralmente subterrâneo, que se dispõe mais ou menos paralelamente à superfície do solo, e que emite, de espaço a espaço, brotos aéreos foliosos e florísticos, podendo também emitir raízes de seus nós.
O rizoma assemelha-se em parte ao cormo, na medida em que também consiste no corpo da planta, com maior ou menor grau de diferenciação, distinguindo-se daquele, no entanto, pelas folhas que, no caso do rizoma, estão reduzidas a escamas.
Os rizomas são importantes como órgãos de reprodução vegetativa ou assexuada de diversas plantas ornamentais, por exemplo: agapanto, espada-de-são-jorge, lírio-da-paz, samambaias e orquídeas.
Alguns rizomas que são usados na culinária incluem gengibre, açafrão-da-terra, entre outros.